# Mort et funérailles de Louis XVIII
La mort de Louis XVIII, roi de France et de Navarre, survient dans la nuit du 15 au 16 septembre 1824, après une longue agonie de près de quinze jours. Les funérailles nationales ont lieu en la basilique royale de Saint-Denis, le 23 septembre suivant. Ce sont les dernières obsèques nationales d'un souverain en France.

## Agonie et mort
À la fin du mois d'août 1824, le roi Louis XVIII, sur le trône depuis dix ans, débute son agonie. Souffrant d'artériosclérose généralisée, de la gangrène et de l'hydropisie, le roi se « décompose vivant ». La gangrène ayant commencée à attaquer le pied et le bas de la colonne vertébrale, le roi souffre atrocement mais refuse de s'aliter, reprenant les mots de Vespasien : « Un empereur doit mourir debout ».
Cependant, le 12 septembre, la douleur devenant insupportable, Louis XVIII s'alite. Il se décompose vivant et dégage une odeur si forte que la famille royale ne peut rester à son chevet. L'un de ses yeux a fondu et lorsqu'un valet tente de déplacer la jambe du souverain, des morceaux de peau lui restent dans les mains.
Louis XVIII reçoit les derniers sacrements du grand aumônier de France, Monseigneur de Croÿ, archevêque de Rouen.
Il s'éteint le 16 septembre 1824 à 4 heures du matin, dans sa chambre du palais des Tuileries. Le monarque étant alors âgé de 68 ans, veuf et sans descendance, son frère le comte d'Artois lui succède sous le nom de Charles X.
Louis XVIII est le dernier roi de France à être autopsié et embaumé. Le pharmacien Antoine Germain Labarraque doit asperger le corps d'une solution de chlorure de chaux afin d'arrêter la marche de la putréfaction.

## Funérailles

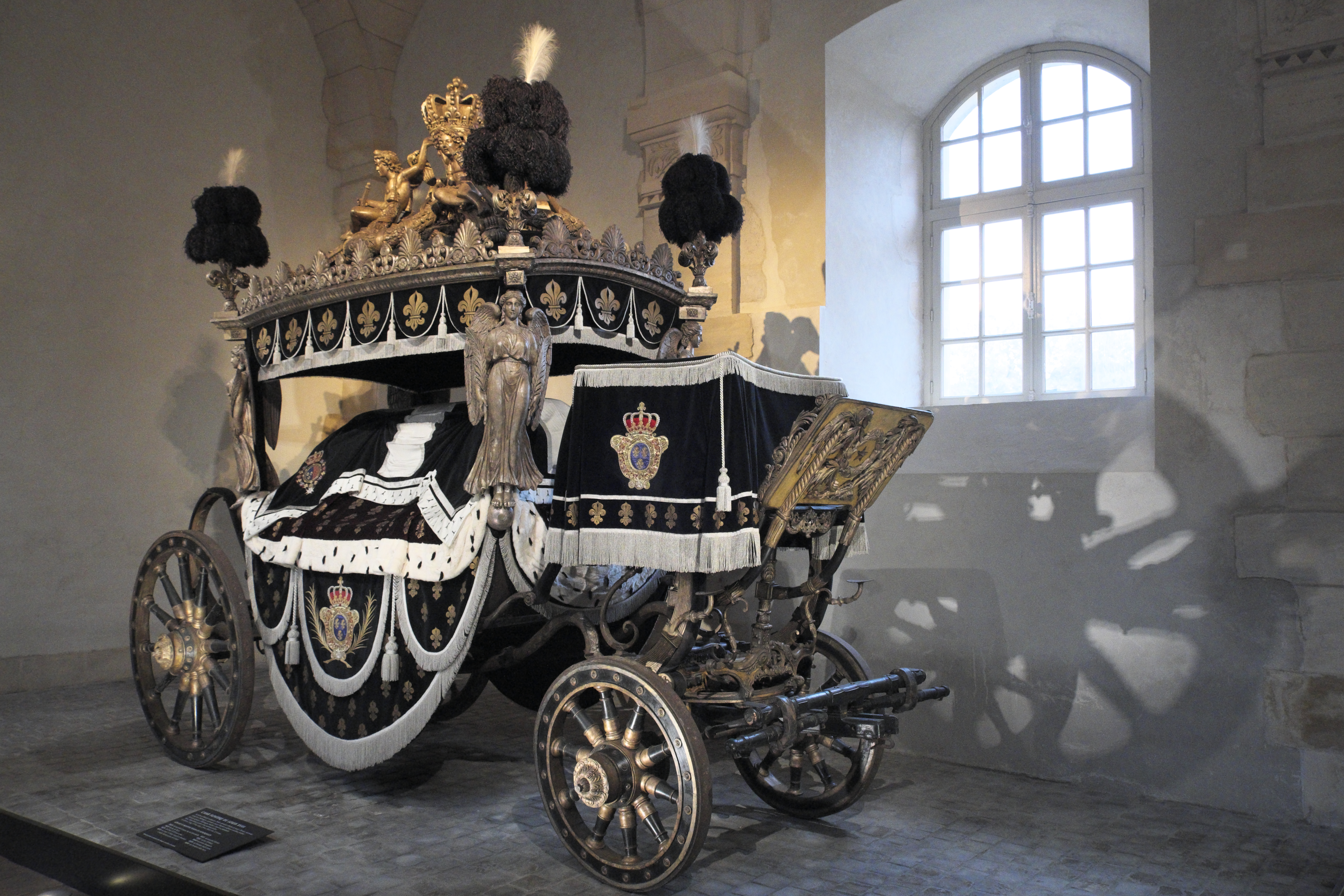
Char funèbre de Louis XVIII, exposé dans la galerie des Carrosses du château de Versailles.

Les funérailles se déroulent en suivant un protocole arrêté depuis longtemps. Après avoir été exposé au public pendant une semaine, dans son appartement des Tuileries, le corps de Louis XVIII est transféré à la basilique Saint-Denis le 23 septembre 1824. Le cercueil du roi est monté à bord d'un char funèbre qui le mène du palais des Tuileries à la basilique, tandis que cent un coups de canon sont tirés dans la cour des Tuileries. Attelé à huit chevaux blancs caparaçonnés de velours noir brodé de larmes d’argent et ourlé de franges, le char funèbre crée, selon les témoins, « une impression de majesté et de tristesse ».
Le nouveau roi, Charles X, est alors vêtu de pourpre, couleur de deuil des rois de France. Cela fait alors dire à certains que le nouveau souverain, connu pour sa grande piété, est un cardinal.

## Sources primaires
- René de Chazet, Louis XVIII à son lit de mort, ou Récit exact et authentique de ce qui s'est passé au château des Tuileries, les 13, 14, 15 et 16 septembre 1824, Paris, Ponthieu, libraire, Palais-Royal, 1824, 52 p. (lire en ligne sur Gallica).